# Surfing la Jocurile Olimpice de vară din 2020 - shortboard masculin
Proba de surfing shortboard masculin de la Jocurile Olimpice de vară din 2020 a avut loc în perioada 25-28 iulie 2021 la Tsurigasaki Surfing Beach.

## Program
Orele sunt ora Japoniei (UTC+9) 
| Data                    | Timp       | Etapă                                     |
| ----------------------- | ---------- | ----------------------------------------- |
| Duminică, 25 iulie 2021 | 7:00 13:40 | Calificări runda 1 Calificări runda a 2-a |
| Luni, 26 iulie 2021     | 11:48      | Calificări runda a 3-a                    |
| Marți, 27 iulie 2021    | 7:00 11:48 | Sferturi de finală Semifinale             |
| Miercuri, 28 iulie 2021 | 8:45 10:15 | Finala mică Finala                        |

## Formatul competiției
Competiția a constat din șase runde:
- Runda 1: 5 serii a câte 4 surferi fiecare; primi 2 din fiecare serie (10 în total) avansează în runda a 3-a în timp ce ceilalți 2 din fiecare serie (10 în total) merg în runda a 2-a (recalificare)
- Runda a 2-a: 2 serii a câte 5 surferi fiecare; primii 3 din fiecare serie (6 în total) avansează în runda a 3-a în timp ce ceilalți 2 din fiecare serie (4 în total) sunt eliminați
- Runda a 3-a: runda eliminatorie începe cu optimile de finală (8 serii a câte 2 surferi fiecare; câștigătorul avansează, învinsul este eliminat)
- Sferturi de finală
- Semifinale
- Meciul pentru medalia de bronz și finala

Lungimea fiecărei serii (20 până la 35 de minute) și numărul maxim de valuri pe care le poate parcurge fiecare surfer sunt stabilite de directorul tehnic înainte de ziua competiției. Scorul pentru fiecare val este de la 0 la 10, numărându-se cele mai bune două valuri pentru fiecare surfer. Scoring for each wave is from 0 to 10, with the best two waves for each surfer counting. Scorurile se bazează pe dificultatea manevrelor efectuate, inovația și progresia, varietatea, combinația, viteza, puterea și fluxul fiecărei manevre.

## Rezultate

### Runda 1
Prima rundă este non-eliminatorie. Surferii sunt grupați în cinci serii a câte 4, primii doi calificându-se în runda a 3-a, ceilalți doi mergând în runda a 2-a, prima rundă eliminatorie.

#### Seria 1
| Loc | Surfer              | Țară      | Scor total | Note |
| --- | ------------------- | --------- | ---------- | ---- |
| 1   | Ítalo Ferreira      | Brazilia  | 13,67      | R3   |
| 2   | Hiroto Ohhara       | Japonia   | 11,40      | R3   |
| 3   | Leonardo Fioravanti | Italia    | 9,43       | R2   |
| 4   | Leandro Usuna       | Argentina | 8,27       | R2   |

#### Seria 2
| Loc | Surfer          | Țară          | Scor total | Note |
| --- | --------------- | ------------- | ---------- | ---- |
| 1   | Kanoa Igarashi  | Japonia       | 12,77      | R3   |
| 2   | Miguel Tudela   | Peru          | 10,67      | R3   |
| 3   | Billy Stairmand | Noua Zeelandă | 9,97       | R2   |
| 4   | Jérémy Florès   | Franța        | 7,63       | R2   |

#### Seria 3
| Loc | Surfer        | Țară                       | Scor total | Note |
| --- | ------------- | -------------------------- | ---------- | ---- |
| 1   | Lucca Mesinas | Peru                       | 11,40      | R3   |
| 2   | Kolohe Andino | Statele Unite ale Americii | 10,27      | R3   |
| 3   | Rio Waida     | Indonezia                  | 9,96       | R2   |
| 4   | Julian Wilson | Australia                  | 8,77       | R2   |

#### Seria 4
| Loc | Surfer             | Țară                       | Scor total | Note |
| --- | ------------------ | -------------------------- | ---------- | ---- |
| 1   | Owen Wright        | Australia                  | 10,40      | R3   |
| 2   | Ramzi Boukhiam     | Maroc                      | 10,23      | R3   |
| 3   | John John Florence | Statele Unite ale Americii | 8,37       | R2   |
| 4   | Manuel Selman      | Chile                      | 6,20       | R2   |

#### Seria 5
Frederico Morais s-a calificat inițial pentru a reprezenta Portugalia, dar a fost depistat pozitiv la COVID-19 cu puțin înainte de începerea Jocurilor și s-a retras. Carlos Muñoz din Costa Rica a fost numit înlocuitor al său, dar nu a reușit să participe la prima rundă a competiției. [9]
| Loc | Surfer         | Țară       | Scor total | Note |
| --- | -------------- | ---------- | ---------- | ---- |
| 1   | Gabriel Medina | Brazilia   | 12,23      | R3   |
| 2   | Michel Bourez  | Franța     | 10,10      | R3   |
| 3   | Leon Glatzer   | Germania   | 10,00      | R2   |
| 4   | Carlos Muñoz   | Costa Rica | NS         | R2   |

### Runda a 2-a
Primii trei surferi din fiecare serie se califică în runda a 3-a, ceilalți doi fiind eliminați.

#### Seria 1
| Loc | Surfer             | Țară                       | Scor total | Note |
| --- | ------------------ | -------------------------- | ---------- | ---- |
| 1   | John John Florence | Statele Unite ale Americii | 12,77      | R3   |
| 2   | Rio Waida          | Indonezia                  | 11,53      | R3   |
| 3   | Billy Stairmand    | Noua Zeelandă              | 11,34      | R3   |
| 4   | Manuel Selman      | Chile                      | 9,74       | E    |
| 5   | Carlos Muñoz       | Costa Rica                 | NS         | E    |

#### Seria 2
| Loc | Surfer              | Țară      | Scor total | Note |
| --- | ------------------- | --------- | ---------- | ---- |
| 1   | Leonardo Fioravanti | Italia    | 12,53      | R3   |
| 2   | Jérémy Florès       | Franța    | 11,37      | R3   |
| 3   | Julian Wilson       | Australia | 11,27      | R3   |
| 4   | Leon Glatzer        | Germania  | 10,43      | E    |
| 5   | Leandro Usuna       | Argentina | 9,67       | E    |

### Runda a 3-a
Câștigătorul fiecărei serii se califică mai departe.
| Loc | Surfer              | Țară                       | Scor total | Note |
| --- | ------------------- | -------------------------- | ---------- | ---- |
| 1   | Kanoa Igarashi      | Japonia                    | 14,00      | SF   |
| 2   | Rio Waida           | Indonezia                  | 12,00      | E    |
|     |                     |                            |            |      |
| 1   | Kolohe Andino       | Statele Unite ale Americii | 14,83      | SF   |
| 2   | John John Florence  | Statele Unite ale Americii | 11,60      | E    |
|     |                     |                            |            |      |
| 1   | Michel Bourez       | Franța                     | 12,43      | SF   |
| 2   | Ramzi Boukhiam      | Maroc                      | 9,40       | E    |
|     |                     |                            |            |      |
| 1   | Gabriel Medina      | Brazilia                   | 14,33      | SF   |
| 2   | Julian Wilson       | Australia                  | 13,00      | E    |
|     |                     |                            |            |      |
| 1   | Ítalo Ferreira      | Brazilia                   | 14,54      | SF   |
| 2   | Billy Stairmand     | Noua Zeelandă              | 9,67       | E    |
|     |                     |                            |            |      |
| 1   | Hiroto Ohhara       | Japonia                    | 10,00      | SF   |
| 2   | Miguel Tudela       | Peru                       | 9,63       | E    |
|     |                     |                            |            |      |
| 1   | Lucca Mesinas       | Peru                       | 10,77      | SF   |
| 2   | Leonardo Fioravanti | Italia                     | 8,86       | E    |
|     |                     |                            |            |      |
| 1   | Owen Wright         | Australia                  | 15,00      | SF   |
| 2   | Jérémy Florès       | Franța                     | 12,90      | E    |

### Sferturi de finală
Câștigătorul fiecărei serii se califică în semifinale.
| Loc | Surfer         | Țară                       | Scor total | Note |
| --- | -------------- | -------------------------- | ---------- | ---- |
| 1   | Kanoa Igarashi | Japonia                    | 12,60      | SE   |
| 2   | Kolohe Andino  | Statele Unite ale Americii | 11,00      | E    |
|     |                |                            |            |      |
| 2   | Michel Bourez  | Franța                     | 13,66      | E    |
| 1   | Gabriel Medina | Brazilia                   | 15,33      | SE   |
|     |                |                            |            |      |
| 1   | Ítalo Ferreira | Brazilia                   | 16,30      | SE   |
| 2   | Hiroto Ohhara  | Japonia                    | 11,90      | E    |
|     |                |                            |            |      |
| 2   | Lucca Mesinas  | Peru                       | 7,83       | E    |
| 1   | Owen Wright    | Australia                  | 12,74      | SE   |

### Semifinale
Câștigătorul fiecărei semifinale se califică în finală, iar învinsul va juca finala pentru medalia de bronz.
| Loc | Surfer         | Țară      | Scor total | Note |
| --- | -------------- | --------- | ---------- | ---- |
| 1   | Kanoa Igarashi | Japonia   | 17,00      | F    |
| 2   | Gabriel Medina | Brazilia  | 16,76      | MMB  |
|     |                |           |            |      |
| 1   | Ítalo Ferreira | Brazilia  | 13,17      | F    |
| 2   | Owen Wright    | Australia | 12,47      | MMB  |

### Finala pentru medalia de bronz
| Loc | Surfer         | Țară      | Scor total | Note |
| --- | -------------- | --------- | ---------- | ---- |
| 2   | Gabriel Medina | Brazilia  | 11,77      | 4    |
| 1   | Owen Wright    | Australia | 11,97      | 3    |

### Finala
| 2                                                                  | Kanoa Igarashi | Japonia  | 6,60  | 2 |
| 1                                                                  | Ítalo Ferreira | Brazilia | 15,14 | 1 |
| Sursa: Tokyo 2020 Arhivat în 14 ianuarie 2022, la Wayback Machine. |                |          |       |   |